# 1928 en science
| Années de la science : 1925 - 1926 - 1927 - 1928 - 1929 - 1930 - 1931    |
| Décennies de la science : 1890 - 1900 - 1910 - 1920 - 1930 - 1940 - 1950 |

Cet article présente les faits marquants de l'année 1928 en science.

## Événements
- Janvier : le bactériologue britannique Frederick Griffith publie dans le Journal of Hygiene les résultats de son expérience dans laquelle il met en évidence un principe transformant pouvant transmettre le caractère de virulence entre souches de pneumocoques[1].

- Mars : découverte du site archéologique de Minet el-Beida en Syrie par un laboureur, qui met au jour une tombe à chambre de l'âge du bronze final. L'année suivante, une mission archéologique française dirigée par Claude Schaeffer et Georges Chenet est envoyée sur les lieux[2].

- Juin-octobre : première d’une série d’expéditions scientifiques dans l’Himalaya organisées par l’Italien Giuseppe Tucci entre 1928 et 1948[3].

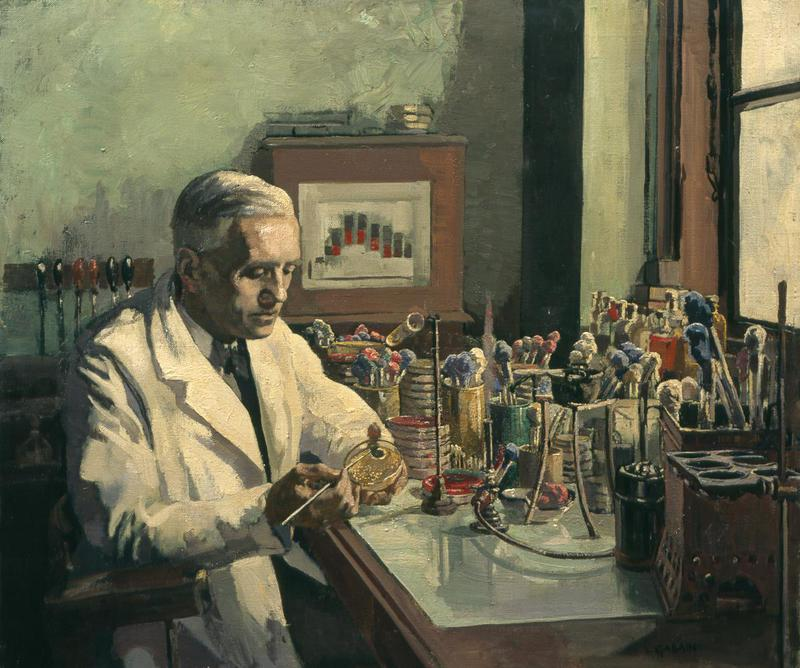
Portrait d'Alexander Fleming dans son laboratoire, 1944.

- 3 septembre : Alexander Fleming découvre accidentellement la pénicilline, le premier antibiotique, au St Mary's Hospital de Londres[4].
- 12 octobre : première utilisation du poumon d'acier de Philip Drinker (en) au Boston Children's Hospital[5].

### Sciences physiques
- 1er février : dans un article intitulé The quantum theory of the electron[6], le physicien britannique Paul Dirac formule l'équation de Dirac dans le cadre de sa mécanique quantique relativiste de l'électron[7].
- 21 - 28 février : à une semaine d'intervalle, les physiciens soviétiques Leonid Mandelstam et Grigory Landsberg (université Lomonossov) et indiens C. V. Raman et K. S. Krishnan (en), découvrent indépendamment l’effet Raman[8].

- Le chimiste français Léon Malaprade démontre que les α-glycols subissent une réaction de coupure en présence d'acide périodique HIO4 pour donner des composés carbonylés. Cette réaction porte son nom[9].
- Les physiciens allemands Hans Geiger et Walther Müller mettent au point le compteur Geiger-Muller[10].
- Les chimistes allemands Otto Diels et Kurt Alder énoncent la réaction de Diels-Alder dans un article publié dans les Liebigs Annalen[11].

### Technologie
- 31 janvier : l'ingénieur allemand Fritz Pfleumer (en) dépose un brevet en Allemagne pour une bande magnétique pour enregistrement audio[12].

- 8-9 février, télévision : première retransmission d’images de Londres à New York par l’ingénieur écossais John Logie Baird[13].

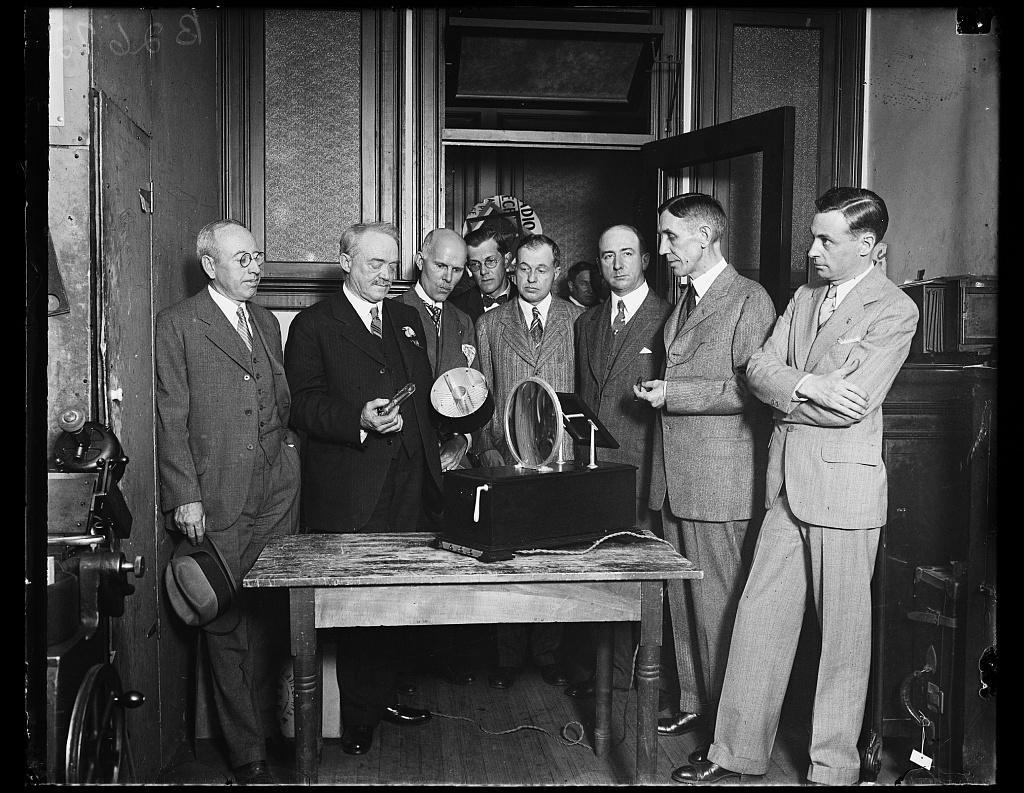
Charles Francis Jenkins présente son récepteur de télévision à « tambour à miroirs », 1928.

- 25 février : l'inventeur américain Charles Francis Jenkins obtient la premiere licence de télévision aux États-Unis. Sa chaîne« W3XK (en) » de Washington est la première station à émettre aux États-Unis le 2 juillet[14].

- 28 mars : première communication téléphonique entre Paris et New York[15].

- 28 mai : l'inventeur américain Richard Gurley Drew (en) dépose un brevet pour un procédé de production de ruban adhésif transparent, obtenu le 24 mai 1927[16] commercialisé par la société « 3M » sous la marque Scotch Tape.

- 1er septembre : l'inventeur américain  Philo Farnsworth présente à la presse le premier système de télévision fonctionnel entièrement électronique[17].

## Publications
- Florian Cajori : A History of Mathematical Notations (« Une Histoire des notations mathématiques »), en 2 volumes de 1928 à 1929.
- Margaret Mead : Coming of Age in Samoa (« Adolescence à Samoa »).
- Raymond Pearl : The rate of living, being an account of some experimental studies on the biology of life duration. Il affirme que la « durée de la vie est inversement proportionnelle à la vitalité ».

## Prix
- Prix Nobel

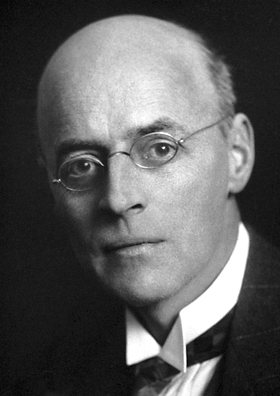
Sir Owen Willans Richardson

  - Physique : Sir Owen Willans Richardson (Britannique)
  - Chimie : Adolf Otto Reinhold Windaus (Allemand)
  - Physiologie ou médecine : Charles Jules Henri Nicolle (Français)

- Médailles de la Royal Society
  - Médaille Copley : Charles Parsons
  - Médaille Darwin : Leonard Cockayne
  - Médaille Davy : Frederick George Donnan
  - Médaille Hughes : Maurice de Broglie
  - Médaille royale : Robert Broom, Arthur Stanley Eddington
  - Médaille Rumford : Friedrich Paschen
  - Médaille Sylvester : William Henry Young

- Médailles de la Geological Society of London
  - Médaille Lyell : Sidney Hugh Reynolds (en) et William Dickson Lang (en)
  - Médaille Murchison : Jakob Sederholm
  - Médaille Wollaston : Dukinfield Henry Scott

- Prix Jules-Janssen (astronomie) : Arthur Stanley Eddington
- Médaille Bruce (Astronomie) : Walter Sydney Adams
- Médaille Linnéenne : Edmund Beecher Wilson

## Naissances

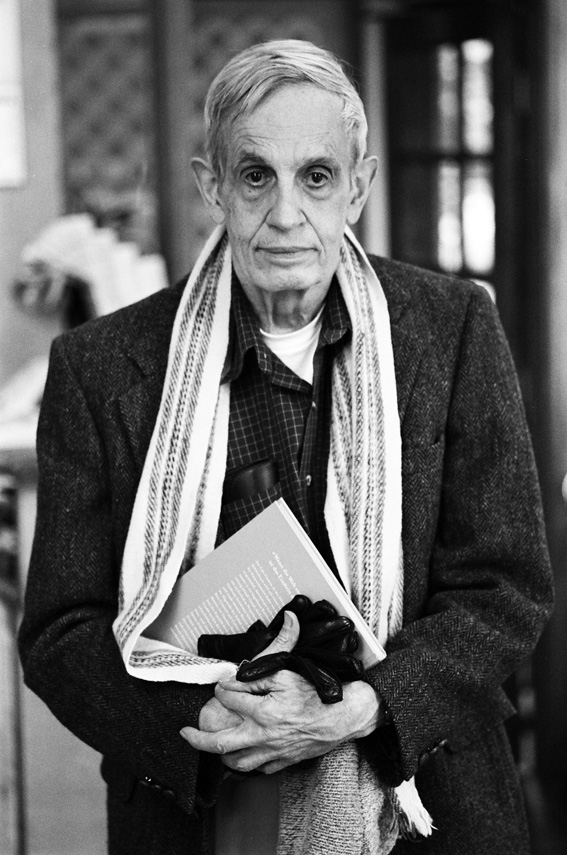
John Forbes Nash

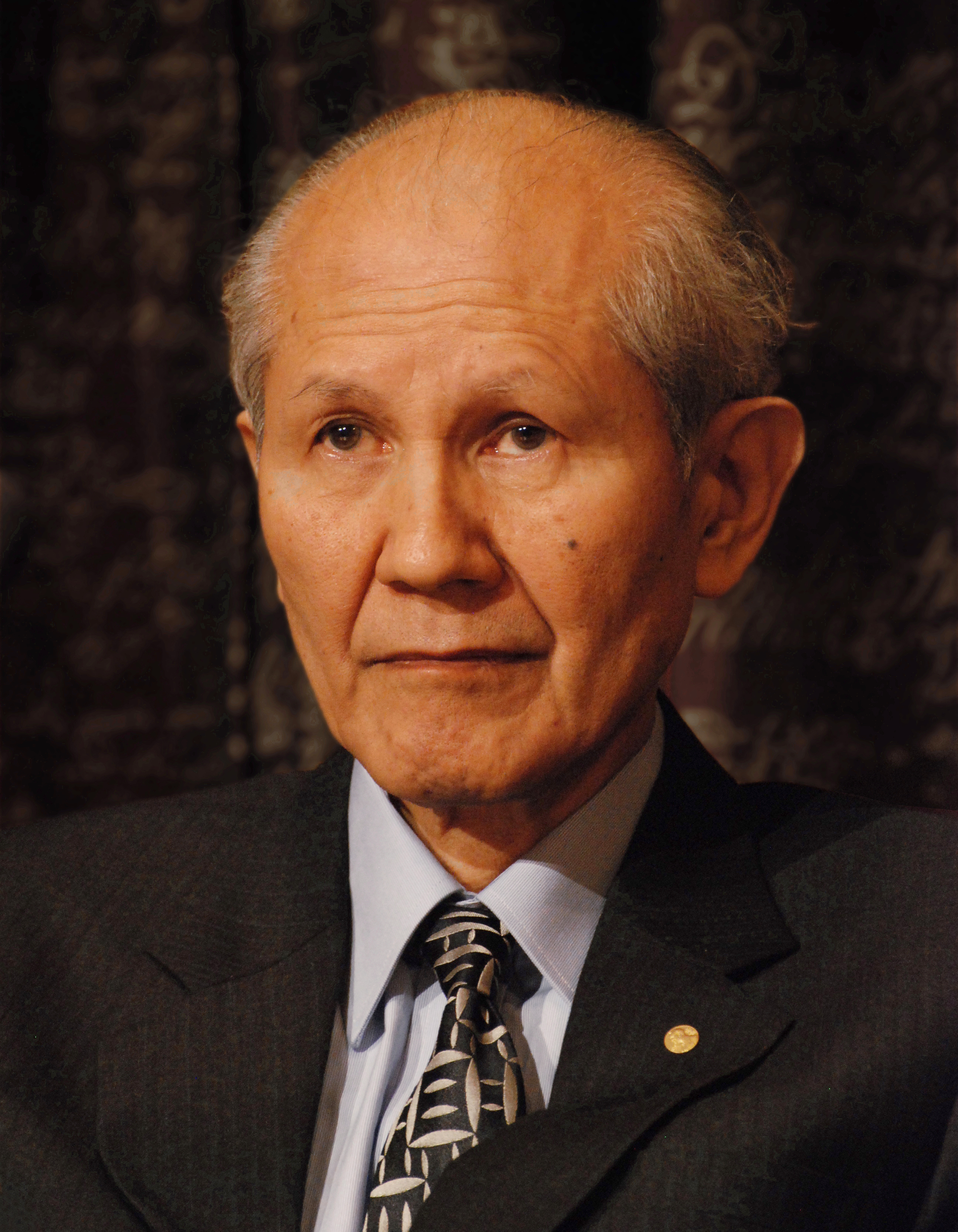
Osamu Shimomura

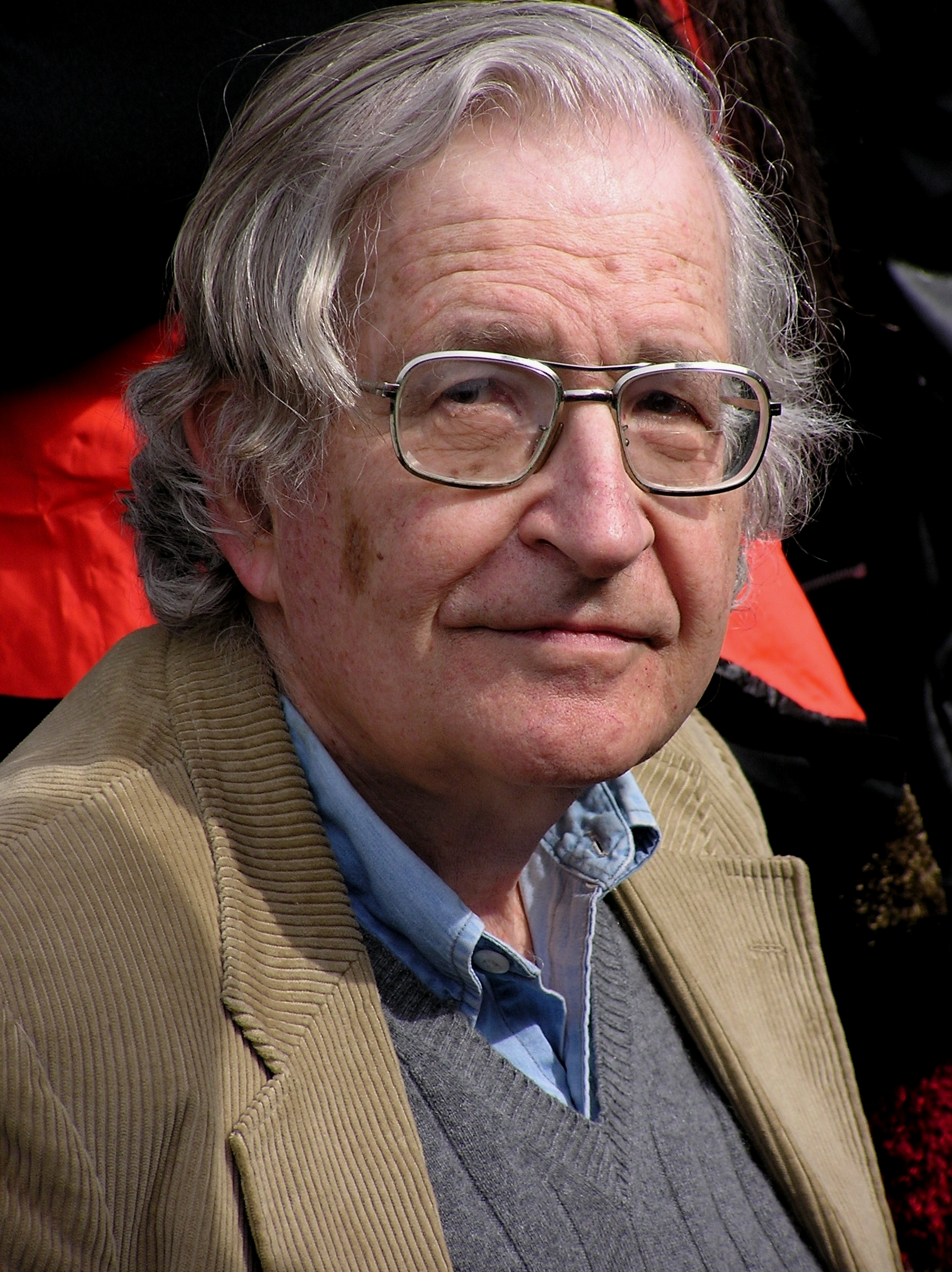
Noam Chomsky

- 10 janvier : George E. Collins (mort en 2017), mathématicien et informaticien théoricien américain.
- 17 janvier : Leo Breiman (mort en 2005), statisticien américain.
- 1er février : Robert Dautray, ingénieur et scientifique français.
- 3 février : Mary Julia Wade (morte en 2005), paléontologue australienne.
- 18 février : John Harold Ostrom (mort en 2005), paléontologue et géologue américain.
- 22 février :
  - Thomas Eugene Kurtz, mathématicien et informaticien américain.
  - Jacques Dassié, archéologue français.
- 23 février : Vassili Lazarev (mort en 1990), cosmonaute soviétique.
- 26 février : Anatoli Filipchenko, cosmonaute soviétique.
- 29 février : Seymour Papert (mort en 2016), mathématicien et informaticien sud-africain.

- 7 mars : Robert Jaulin (mort en 1996), ethnologue français.
- 8 mars : Claude Poinssot (mort en 2002), archéologue français.
- 14 mars : Frank Borman, astronaute américain.
- 25 mars : James Lovell (mort en 2025), astronaute américain.
- 6 avril : James Dewey Watson, biologiste américain, prix Nobel de physiologie ou médecine en 1962.
- 15 avril : Thomas Brooke Benjamin (mort en 1995), mathématicien et physicien britannique.
- 19 avril : Richard Garwin (mort en 2025), physicien américain.
- 20 avril : Charles David Keeling, scientifique américain († 2005) qui lança en 1958 les mesures en continu du taux de CO2 dans l'atmosphère.
- 28 avril : Eugene M. Shoemaker (mort en 1997), astronome américain.
- 29 avril : Laszlo Belady, informaticien hongrois.
- 4 mai : Bill Mollison, scientifique australien.

- 1er juin : Gueorgui Dobrovolski (mort en 1971), cosmonaute soviétique.
- 9 juin : Pierre Sansot (mort en 2005), philosophe, sociologue et écrivain français.
- 14 juin :
  - José Bonaparte, paléontologue argentin.
  - Robert Brout, physicien belge.
  - Hubert Lilliefors (mort en 2008), statisticien américain.
- 25 juin : Alekseï Abrikossov, physicien américain d'origine soviétique, prix Nobel de physique en 2003.
- 28 juin : John Stewart Bell (mort en 1990), physicien nord-irlandais.
- 29 juin : Gao Bolong (mort en 2017), physicien chinois des lasers.

- 4 juillet : Roland Colin, anthropologue, économiste et écrivain français.
- 7 juillet :
  - Juris Hartmanis, informaticien letton.
  - Ivan Neumyvakin (mort en 2018), médecin russe, fondateur de la médecine spatiale.
- 12 juillet : Elias James Corey, chimiste américain d'origine libanaise, prix Nobel de chimie en 1990.
- 23 juillet : Vera Rubin, astronome américaine.
- 24 juillet : Bernard Delfendahl, anthropologue français.
- 7 août : Leo Goodman, statisticien américain.
- 25 août : Herbert Kroemer, physicien allemand, prix Nobel de physique en 2000.
- 27 août : 
  - Osamu Shimomura, chimiste et biologiste américano-japonais, prix Nobel de chimie en 2008.
  - Ryūzō Yanagimachi (mort en 2023), biologiste et professeur d'université américano-japonais.

- 5 septembre : Serge Lancel (mort en 2005), philologue, archéologue et historien français.
- 6 septembre : Włodzimierz Kołos (mort en 1996), chimiste polonais.
- 12 septembre : Robert Abelson (mort en 2005), statisticien américain.
- 14 septembre : Humberto Maturana (mort en 2021), biologiste, cybernéticien et philosophe chilien.

- 2 octobre : Joaquín Galarza (mort en 2004), anthropologue mexicain.
- 25 octobre : Peter Naur, informaticien danois.
- 30 octobre : Daniel Nathans (mort en 1999), microbiologiste américain, prix Nobel de physiologie ou médecine en 1978.

- 3 novembre : Nick Holonyak Jr. (mort en 2022), ingénieur électrotechnique américain.

- 7 décembre : Noam Chomsky, linguiste et philosophe américain.
- 10 décembre : Joseph Ossanna (mort en 1977), informaticien américain.
- 12 décembre  : Jean Meeus, astronome belge.
- 13 décembre : 
  - Solomon Feferman (mort en 2016), philosophe et mathématicien américain.
  - Jack Tramiel, homme d'affaires américain fondateur de Commodore International.
- 16 décembre : Bruce Ames, professeur de biochimie et biologie moléculaire américain.
- 20 décembre : Tatiana Birshtein (morte en 2022), physicienne russe.
- 22 décembre : Fredrik Barth, anthropologue et ethnologue norvégien.
- 30 décembre : Henri Debehogne (mort en 2007), astronome belge.
- 31 décembre : Léon De Meyer (mort en 2006), professeur, assyriologue et archéologue belge.

## Décès

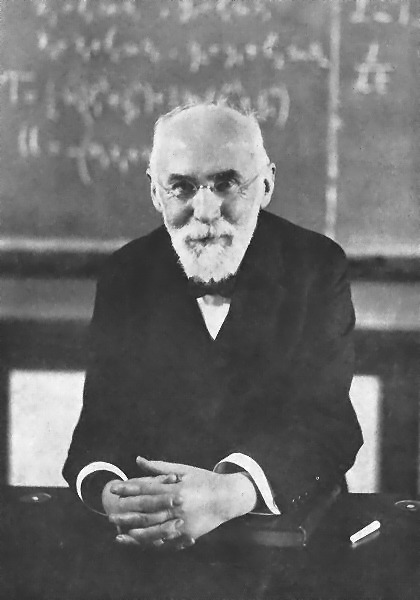
Hendrik Lorentz

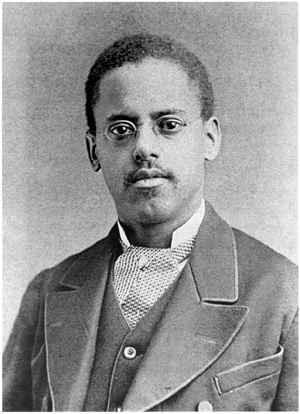
Lewis Howard Latimer

- 4 janvier : Johan Ludvig Heiberg (né en 1854), philologue et historien des mathématiques danois.

- 4 février : Hendrik Lorentz (né en 1853), physicien néerlandais, prix Nobel de physique en 1902, qui formula la théorie électronique de la matière et la structure corpusculaire de l’électricité.
- 8 février : Theodor Curtius (né en 1857), chimiste allemand.
- 14 février : Ernesto Schiaparelli (né en 1856), archéologue et égyptologue italien.
- 20 février : Antonio Abetti (né en 1846), astronome et physicien italien.

- 21 mars : Edward Maunder (né en 1851), astronome anglais.
- 22 mars : Sigismond Zaborowski-Moindron (né en 1851), anthropologue français.

- 2 avril : Theodore William Richards (né en 1868), chimiste américain.
- 20 avril : Charles Henry Gilbert (né en 1859), ichtyologiste américain.

- 3 mai : Edgar Fahs Smith (né en 1854), scientifique américain.

- 2 juin : Otto Nordenskiöld (né en 1869), géologue, géographe et explorateur polaire suédois.
- 18 juin
  - Roald Amundsen (né en 1872), explorateur polaire norvégien.
  - René Guilbaud (né en 1890), aviateur français.
- 20 juin : Bolesław Masłowski (né en 1851), chimiste polonais.

- 30 août : Wilhelm Wien (né en 1864), physicien allemand, prix Nobel de physique en 1911.

- 28 septembre : Pierre Puiseux (né en 1855), astronome français.
- 29 septembre : Horace Darwin (né en 1851), ingénieur du génie civil britannique.
- 11 décembre : Lewis Howard Latimer (né en 1848), inventeur américain.
- 18 décembre : Jean Dybowski (né en 1856), agronome français.